# Mucuri (bairro)
Mucuri é um bairro localizado no município de Cariacica, na região metropolitana da Grande Vitória, no estado do Espírito Santo, Brasil. Com suas raízes no crescimento populacional e econômico de Cariacica, o bairro de Mucuri emergiu como uma das regiões de maior expansão urbana no município. 
Anteriormente chamado de Itanguá de dentro, o bairro faz limite com Vila Independencia, São Gonçalo, Nova Brasilia e Vila Capixaba.
Situado em uma área de transição entre zonas rurais e urbanas, Mucuri abriga uma população diversa, incluindo antigos moradores e novos residentes atraídos pelo crescimento imobiliário e pelo desenvolvimento de infraestrutura local.

## Infraestrutura e Desenvolvimento
O bairro de Mucuri vem passando por mudanças significativas em sua infraestrutura nas últimas décadas. Devido à expansão da área metropolitana de Vitória e à crescente demanda por moradia nas regiões periféricas, Mucuri tem se transformado em uma área de grande interesse imobiliário. A presença de novos loteamentos e empreendimentos habitacionais é notável, resultando em melhorias na rede de transporte público, pavimentação de ruas e acesso a serviços essenciais, como escolas, unidades de saúde e comércio local.
Além disso, o bairro também se beneficia de proximidade com grandes rodovias, como a BR 101 e BR-262, o que facilita o deslocamento de seus moradores para outros pontos de Cariacica e municípios vizinhos, incluindo Serra, Vitória e Vila Velha.

## Educação e Saúde
Mucuri conta com uma escola municipal, a EMEF Angelo Zani, que atendem desde a educação infantil até o ensino fundamental. A escola é mantida pela rede pública de ensino de Cariacica.
Na área da saúde, o bairro dispõe somente 1 unidades básicas de saúde (UBS), a UBS Alice Coutinho que oferecem atendimentos preventivos e de rotina à comunidade. As demandas de maior complexidade são atendidas em hospitais e centros de referência em bairros e cidades próximas.

## Cultura e Lazer
Culturalmente, Mucuri é um bairro que reflete a diversidade característica do município de Cariacica. As festividades populares e religiosas são um destaque, especialmente aquelas ligadas às tradições cristãs e às festas juninas, que atraem tanto moradores quanto pessoas de bairros vizinhos.
Na área de lazer, Mucuri possui praças e áreas abertas que são utilizadas pela população para atividades ao ar livre. O bairro também se encontra em uma posição estratégica próxima a áreas de proteção ambiental, o que permite fácil acesso à natureza e à prática de esportes ao ar livre, como caminhadas.

## Economia e Comércio Local
O comércio de Mucuri está em constante desenvolvimento, com estabelecimentos que atendem às necessidades do dia a dia da população. O bairro possui mercados, padarias, farmácias e pequenos comércios que impulsionam a economia local. Pequenos empreendedores têm contribuído significativamente para o crescimento do bairro, ao oferecerem produtos e serviços variados.
Além disso, o crescimento do bairro também atraiu o interesse de grandes redes de supermercados e lojas de material de construção, o que facilita o acesso da população a bens e serviços sem a necessidade de deslocamento para outras áreas do município.

## Desafios e Perspectivas Futuras
Apesar do crescimento, Mucuri ainda enfrenta desafios, como a necessidade de melhorias contínuas na segurança pública, saneamento básico e mobilidade urbana. A pressão do crescimento populacional também exige que o poder público continue investindo em infraestrutura para manter a qualidade de vida dos moradores.
1. ↑  «Mucuri conta sua história nesta semana» (PDF). Instituto Jones Santos Neves. A Tribuna: 6. 20 de setembro de 1999. Consultado em 18 de setembro de 2024 |nome1= sem |sobrenome1= em Authors list (ajuda)
2. ↑  «Prefeitura Municipal de Cariacica». www.cariacica.es.gov.br. Consultado em 18 de setembro de 2024